# Aberration
Abberation – pierwszy minialbum zespołu Neurosis, wydany w 1989 roku.

## Spis utworów
1. „Self Doubt”
2. „Nonsense”
3. „Pollution”

Minialbum został nagrany w składzie:
- Dave Edwardson – gitara basowa, śpiew
- Scott Kelly  – gitara, śpiew
- Chad Salter  – gitara, śpiew
- Jason Roeder  – perkusja